# Королюк, Прасковья Васильевна
Пара́ска (Прасковья) Васи́льевна Королю́к (укр. Параска Василівна Королюк, известна как Ба́ба Пара́ска; 3 мая 1939 — 26 ноября 2010) — активная участница Оранжевой революции и дальнейших политических событий на Украине на стороне «оранжевых» политических сил. Бабу Параску часто называют символом «оранжевой революции». По решению съезда партии «Наша Украина» в марте 2007 года принята в состав этой партии.

## Биография
Родилась 5 мая 1939 года в селе Кошиловцы (на тот момент — Польша; в настоящее время — в Тернопольской области Украины), до смерти проживала в селе Дорогичевка. Окончила семь классов.
30 лет работала дояркой, 12 лет была на заработках в Казахстане. Была матерью трёх дочерей. Как писала корреспондент газеты «Україна Молода»: часто даже тогда, когда подавляющее большинство женщин говорило бы о детях или делилось рецептами, она начинает эмоционально обсуждать темы, связанные с политикой. Особенно активной в этом плане женщина стала после Оранжевой революции. «Мама у нас вообще боевая по натуре, кому хочешь правду в глаза скажет, — говорит дочь Марийка. — И за новостями всеми внимательно следит, и нас всех политически „подковывает“. <…> От поездки на Майдан мы пытались её удержать, потому что переживали, чтобы чего плохого не случилось, потому что ей 67 лет уже. И где там, не послушала! Более того, пробыла на том Майдане с первого и до последнего дня, и где было горячее, там и она!».
Накануне Президентских выборов 2004 года много ездила по сёлам центральной и западной Украины, агитируя за кандидата в президенты Виктора Ющенко. За активное участие в «оранжевой революции» была награждена знаком «Гвардия революции» и орденом княгини Ольги III степени (2005). В 2005 году вступила в партию «Пора», а, спустя год — в «Нашу Украину». Её заявление о вступлении с трибуны съезда лично зачитал Ющенко.
Лично знакома с лидерами оранжевой революции Виктором Ющенко, Юлией Тимошенко и другими политиками. В 2005—2006 годах неоднократно пыталась примирить этих политиков, для чего периодически посещала Киев.
В августе 2006 телеканал СТБ показал кадры, где баба Параска с мегафоном оскорбляет бывшего президента Украины Леонида Кравчука с использованием нецензурных выражений.
10 декабря 2008 году Параску задержали сотрудники Управления государственной охраны, обеспечивающие безопасность Президента Украины Виктора Ющенко. Инцидент произошёл прямо во время церемонии возложения венков к памятнику Вячеславу Черноволу — «духовному отцу» украинской демократии. Сотрудники Управления государственной охраны (УГО) задержали её и доставили в милицию. Баба Параска позже рассказала, что её избили, после чего она попала в больницу.
В 2008 году заявляла о намерении издать книгу своих стихов.
После выборов 2010 года, на которых победил Виктор Янукович, стала принимать активное участие в акциях новой оппозиции.
Умерла около 21:30 26 ноября 2010 года. В память Параски Королюк на Майдане в центре Киева был выложен огромный крест из поминальных свечей.

## Награды
При СССР — медаль «Ветеран труда». В 2005 году — орден княгини Ольги III степени.